# Cesare Cremonini (philosophe)
Cesare Cremonini (parfois Cremonino), né dans une famille de peintres le 22 décembre 1550 à Cento (alors dans le Duché de Ferrare, aujourd'hui dans la province de Ferrare, en Émilie-Romagne), mort le 19 juillet 1631 à Padoue, est un philosophe aristotélicien italien de la seconde moitié du XVIe siècle et du début du XVIIe siècle. Il était très célèbre de son vivant. Il est aussi l'auteur d'œuvres littéraires. En latin, langue de ses écrits philosophiques, son nom est Cæsar Cremoninus,, ou Cæsar Cremonius,,.

## Biographie
Cesare Cremonini enseigna la philosophie pendant trente ans à l'université de Ferrare et à celle de Padoue. Parmi ses maîtres : Federico Pendasio,. À Padoue, alors sous la domination de la république de Venise, il est, avec Francesco Piccolomini, le successeur de Jacopo Zabarella ; il s'oppose avec succès à la fondation par les jésuites d'une université rivale,. Son salaire devient très intéressant, ses élèves très nombreux et, quand Piccolomini s'en va, il devient premier professeur de philosophie. En 1593, il devient « protecteur de la nation allemande » (des étudiants allemands) à l'université. En 1600, avec Giambattista Pigna et Galilée, il est parmi les fondateurs de l'académie des Ricovrati. Au nom de l'université, c'est lui qui félicite pour leur nomination les doges Leonardo Donato, Giovanni Bembo et Antonio Priuli.
Cremonini a eu une controverse fameuse avec son collègue Giorgio da Ragusa sur la nature des éléments, sur la valeur de l'histoire des interprétations d'Aristote et sur des questions didactiques. Il a aussi polémiqué avec Galilée (sur la nature des cieux, en 1605), avec Alessandro Tassoni (mais à travers Giuseppe degli Aromatari) sur le pétrarquisme (1611–1613) et avec le médecin Pompeo Caimo sur le galénisme,.
Très célèbre à son époque, il a surtout laissé le souvenir de quelqu'un qui, invité par son collègue Galilée à jeter un coup d’œil dans un télescope pour vérifier l'existence des montagnes de la Lune, refusa, se réfugiant derrière l'autorité d'Aristote,,. Mais Galilée et Cremonini étaient surtout de bons collègues, sauf peut-être à l'époque où Galilée prêta de l'argent à Cremonini (Cremonini lui avait auparavant fait avoir une avance d'un an de salaire). Galilée quitta Padoue contre les conseils de Cremonini, qui lui vantait la liberté qu'on y avait. D'opinions tout à fait opposées, les deux collègues figurèrent ensemble dans un document du Saint-Office.
Cremonini mourut durant l'épidémie italienne de peste de 1629–1631, mais peut-être pas de la peste. Sa tombe est dans la basilique Sainte-Justine de Padoue. « La philosophie est ma vocation ; j'ai été tout entier en elle ; si j'ai péché en philosophant, souviens-toi que je suis un homme,. »

## Idées
Cremonini professait la doctrine d'Aristote, particulièrement selon les interprétations d'Alexandre d'Aphrodise et d'Averroès (ou d'Averroès lu par Jean de Jandun). Il prétendait que l'on ne peut, par la seule raison (c'est-à-dire sans considération de la Révélation divine), démontrer l'immortalité de l'âme ; cela le fit accuser de matérialisme et d'athéisme.
Dans son ouvrage consacré à l'« aristotélisme vénitien à la fin du monde aristotélicien », Heinrich C. Kuhn dégage de la pensée de Cremonini les points suivants :
- « l'intellect actif ;
- le lien entre le tempérament corporel humain et la morale humaine, avec un examen de la critique faite par Cremonini de l'opinion de Galien sur ce sujet ;
- la chaleur innée ;
- l'anatomie humaine, du point de vue philosophique et du point de vue médical ;
- la critique faite par Cremonini de l'influence supposée des  étoiles et des comètes sur les évènements ;
- la cosmologie[22] ».

Cela cadre bien avec l'image de défenseur de la vieille école qu'a Cremonini, vu comme le dernier des aristotéliciens (en fait, il a été le dernier aristotélicien auquel ceux qui allaient fonder la science moderne aient accordé de l'importance). Mais l'inimitié entre Cremonini et Galilée est une légende ; elle rapporte toutefois un fait : que le professeur à succès Cremonini gagnait beaucoup plus d'argent que le génie Galilée. Et l'incident où Cremonini refuse de regarder dans la lunette de Galilée doit être placé dans le contexte où Cremonini, à ce moment, a déjà des problèmes avec l'Inquisition, ce qui n'est pas encore le cas pour Galilée.

## Œuvres (liste partielle)

### Philosophie
- Explanatio proœmii librorum Aristotelis De physico auditu (1596).
- De formis quatuor corporum simplicium, quæ vocantur elementa, disputatio (1605) — Titre bref : De formis elementorum.
- De anima (1611).Cremonini a donné ce cours en se promenant avec ses élèves, à l'image du Péripatéticien. Les notes d'un étudiant ont donné, selon Bayle, un texte d'un beau style ; Bayle ne voit pas cette qualité dans les ouvrages imprimés de Cremonini. Pour sa part, Renan 1882 écrit : « les copies de ses cours sont innombrables dans le nord de l'Italie » ; et il cite la copie en vingt-deux grands volumes de la bibliothèque Saint-Marc[23].
- Disputatio de cœlo in tres partes divisa : de natura cœli, de motu cœli, de motoribus cœli abstractis, Venise (1613) — Titre bref : De cœlo — Comprend aussi deux Apologies des écrits d'Aristote : sur la Voie Lactée ; sur la face dans la Lune.
- De quinta cœli substantia (1616).
- Apologia dictorum Aristotelis de calido innato. Adversus Galenum, Venise (1626).
- Apologia dictorum Aristotelis De origine et principatu membrorum adversus Galenum (1627).
- De calido innato, et semine, pro Aristotele adversus Galenum, Elzevir, Leyde (1634). Il s'agit de deux traités de Cremonini : De calido innato et De semine, pro Aristotele adversus Galenum, suivis du De Semine de Galien, traduit par Johannes Bernardus Felicianus[24].
- De sensibus et facultate appetitiva (1634).
- Tractatus tres. Primus est de sensibus externis. Secundus de sensibus internis. Tertius de facultate appetitiva, Venise (1644). « Trois traités : des sens externes, des sens internes, de la faculté appétitive ».
- Dialectica (1663).

### Littérature
- Le Pompe funebri, overo Aminta, e Clori. Favola silvestre, Ferrare, Vittorio Baldini, 1590 (réédité en 1599).
  - La pompe funèbre, ou Damon et Cloris — Pastorale.
- Il Ritorno di Damone, overo la Sampogna di Mirtillo, favola silvestre, 1622.
- Chlorindo e Valliero : poema, 1624.

### Polémique
- Décret de la seigneurie de Venise contre les Jésuites, Paris, 1595.

## Postérité

### Élèves connus
- Theophilos Corydalleus (el), diplômé en 1613, philosophe grec, très influent dans sa culture durant les XVIIe et XVIIIe siècles.
- Giuseppe degli Aromatari[25].
- William Harvey, diplômé en 1602, médecin anglais, le premier à décrire la circulation du sang.
- Joachim Jung, diplômé en 1619, mathématicien allemand, rendu populaire par John Ray.
- Ioannis Kottounios, lettré grec, successeur de Cremonini à la chaire de philosophie de Padoue.
- Juste Lipse, philosophe des Pays-Bas espagnols.
- Gabriel Naudé, en 1625–27, savant français, libraire du cardinal de Mazarin[26].
- Guy Patin, homme de lettres et médecin français.
- Antonio Rocco, philosophe et libertin italien.
- Corfitz Ulfeldt, en 1628–29, homme d'État et traître danois.
- Flemming Ulfeldt, en 1628–29, homme d'État danois, cadet du précédent.

### Éponymie
Il y a une via Cesare Cremonini à Cento, une via Cesare Cremonino à Padoue et un Istituto Magistrale Cesare Cremonini à Cento.